# Frankrijk op het wereldkampioenschap voetbal 1982
Frankrijk was een van de 24 deelnemende landen aan het wereldkampioenschap voetbal 1982 dat in Spanje werd gehouden. Het West-Europese land nam voor de achtste keer in de geschiedenis deel aan de WK-eindronde. De laatste keer was in 1978, toen Frankrijk strandde in de eerste ronde, na nederlagen tegen Italië en Argentinië.

## WK-kwalificatie
Frankrijk plaatste zich in kwalificatiegroep 2 van de UEFA-zone door als tweede te eindigen achter België, met tien punten uit acht kwalificatieduels (vijf overwinningen en drie nederlagen).

|                                 |        | |           |                                                                                 |
| 11 oktober 1980 WK-kwalificatie | Cyprus | 0 – 7 | Frankrijk | Tsirionstadion, Limassol Toeschouwers: 9.500 Scheidsrechter: Bruno Galler (SUI) |
| 11 oktober 1980 WK-kwalificatie |        | 4' Bernard Lacombe 14' Michel Platini 23' Michel Platini 40' Jean-François Larios 76' Jean-François Larios 82' Didier Six 87' Jacques Zimako |           | Tsirionstadion, Limassol Toeschouwers: 9.500 Scheidsrechter: Bruno Galler (SUI) |

|                                 |                                       |       |         |                                                                                           |
| 28 oktober 1980 WK-kwalificatie | Frankrijk                             | 2 – 0 | Ierland | Parc des Princes, Parijs Toeschouwers: 44.800 Scheidsrechter: Augusto Lamo Castillo (ESP) |
| 28 oktober 1980 WK-kwalificatie | Michel Platini 11' Jacques Zimako 85' |       |         | Parc des Princes, Parijs Toeschouwers: 44.800 Scheidsrechter: Augusto Lamo Castillo (ESP) |

|                               |                   |       |           |                                                                             |
| 25 maart 1981 WK-kwalificatie | Nederland         | 1 – 0 | Frankrijk | De Kuip, Rotterdam Toeschouwers: 58.000 Scheidsrechter: Luigi Agnolin (ITA) |
| 25 maart 1981 WK-kwalificatie | Arnold Mühren 47' |       |           | De Kuip, Rotterdam Toeschouwers: 58.000 Scheidsrechter: Luigi Agnolin (ITA) |

|                                         |                                                  |       |                                        |                                                                                               |
| 29 april 1981 WK-kwalificatie 20:30 uur | Frankrijk                                        | 3 – 2 | België                                 | Parc des Princes, Parijs Toeschouwers: 44.954 Scheidsrechter: Victorino Arminio Sánchez (ESP) |
| 29 april 1981 WK-kwalificatie 20:30 uur | Gérard Soler 14' Didier Six 26' Gérard Soler 31' |       | 5' Erwin Vandenbergh 52' Jan Ceulemans | Parc des Princes, Parijs Toeschouwers: 44.954 Scheidsrechter: Victorino Arminio Sánchez (ESP) |

|                                            |                                              |       |           |                                                                                  |
| 9 september 1981 WK-kwalificatie 20:00 uur | België                                       | 2 – 0 | Frankrijk | Heizelstadion, Brussel Toeschouwers: 52.525 Scheidsrechter: Károly Palotai (HUN) |
| 9 september 1981 WK-kwalificatie 20:00 uur | Alex Czerniatynski 24' Erwin Vandenbergh 83' |       |           | Heizelstadion, Brussel Toeschouwers: 52.525 Scheidsrechter: Károly Palotai (HUN) |

|                                           |                                                                   |       |                                     |                                                                                |
| 14 oktober 1981 WK-kwalificatie 20:00 uur | Ierland                                                           | 3 – 2 | Frankrijk                           | Lansdowne Road, Dublin Toeschouwers: 55.000 Scheidsrechter: Ulf Eriksson (SWE) |
| 14 oktober 1981 WK-kwalificatie 20:00 uur | Philippe Mahut 3' (e.d.) Frank Stapleton 23' Michael Robinson 40' |       | 9' Bruno Bellone 83' Michel Platini | Lansdowne Road, Dublin Toeschouwers: 55.000 Scheidsrechter: Ulf Eriksson (SWE) |

|                                            |                                   |       |           |                                                                                     |
| 18 november 1981 WK-kwalificatie 20:30 uur | Frankrijk                         | 2 – 0 | Nederland | Parc des Princes, Parijs Toeschouwers: 44.884 Scheidsrechter: António Garrido (POR) |
| 18 november 1981 WK-kwalificatie 20:30 uur | Michel Platini 52' Didier Six 82' |       |           | Parc des Princes, Parijs Toeschouwers: 44.884 Scheidsrechter: António Garrido (POR) |

|                                           |                                                                                      |       |        |                                                                                |
| 5 december 1981 WK-kwalificatie 20:30 uur | Frankrijk                                                                            | 4 – 0 | Cyprus | Parc des Princes, Parijs Toeschouwers: 43.437 Scheidsrechter: Edwin Borg (MLT) |
| 5 december 1981 WK-kwalificatie 20:30 uur | Dominique Rocheteau 25' Bernard Lacombe 29' Bernard Lacombe 82' Bernard Genghini 86' |       |        | Parc des Princes, Parijs Toeschouwers: 43.437 Scheidsrechter: Edwin Borg (MLT) |

### Eindstand
| # | Team      | Pnt | Wed | W | G | V | DV | DT | DS  |
| - | --------- | --- | --- | - | - | - | -- | -- | --- |
| 1 | België    | 11  | 8   | 5 | 1 | 2 | 12 | 9  | +3  |
| 2 | Frankrijk | 10  | 8   | 5 | 0 | 3 | 20 | 8  | +12 |
| 3 | Ierland   | 10  | 8   | 4 | 2 | 2 | 17 | 11 | +6  |
| 4 | Nederland | 9   | 8   | 4 | 1 | 3 | 11 | 7  | +4  |
| 5 | Cyprus    | 0   | 8   | 0 | 0 | 8 | 4  | 29 | −25 |

## Oefeninterlands
Frankrijk speelde vijf oefeninterlands in de aanloop naar het WK voetbal in Spanje.

|                            |                                     |       |        |                                                                                       |
| 23 februari 1982 20:30 uur | Frankrijk                           | 2 – 0 | Italië | Parc des Princes, Parijs Toeschouwers: 43.541 Scheidsrechter: Walter Eschweiler (FRG) |
| 23 februari 1982 20:30 uur | Michel Platini 19' Daniel Bravo 84' |       |        | Parc des Princes, Parijs Toeschouwers: 43.541 Scheidsrechter: Walter Eschweiler (FRG) |

|                         |                                                                                    |       |               |                                                                                     |
| 24 maart 1982 20:30 uur | Frankrijk                                                                          | 4 – 0 | Noord-Ierland | Parc des Princes, Parijs Toeschouwers: 35.000 Scheidsrechter: Roger Verhaeghe (BEL) |
| 24 maart 1982 20:30 uur | Bernard Zénier 31' Alain Couriol 45' Jean-François Larios 57' Bernard Genghini 80' |       |               | Parc des Princes, Parijs Toeschouwers: 35.000 Scheidsrechter: Roger Verhaeghe (BEL) |

|                         |           |                         |      |                                                                                 |
| 28 april 1982 20:30 uur | Frankrijk | 0 – 1                   | Peru | Parc des Princes, Parijs Toeschouwers: 46.429 Scheidsrechter: André Daina (SUI) |
| 28 april 1982 20:30 uur |           | 82' Juan Carlos Oblitas |      | Parc des Princes, Parijs Toeschouwers: 46.429 Scheidsrechter: André Daina (SUI) |

|             |           |       |           |                                                                              |
| 14 mei 1982 | Frankrijk | 0 – 0 | Bulgarije | Stade Gerland, Lyon Toeschouwers: 45.000 Scheidsrechter: Egbert Mulder (NED) |
| 14 mei 1982 |           |       |           | Stade Gerland, Lyon Toeschouwers: 45.000 Scheidsrechter: Egbert Mulder (NED) |

|             |           |              |       |                                                                                            |
| 2 juni 1982 | Frankrijk | 0 – 1        | Wales | Stadium Municipal, Toulouse Toeschouwers: 26.671 Scheidsrechter: Viriato Graca Oliva (POR) |
| 2 juni 1982 |           | 55' Ian Rush |       | Stadium Municipal, Toulouse Toeschouwers: 26.671 Scheidsrechter: Viriato Graca Oliva (POR) |

## Selectie
data corresponderend met situatie voorafgaand aan toernooi
| Nummer / Naam      | Nummer / Naam        | Geboortedatum | Caps | Goals | Club                | Duels | Goal | Kreeg geel | Kreeg voor de tweede keer geel en dus rood | Weggestuurd |
| Doel               | Doel                 | Doel          | Doel | Doel  | Doel                | Doel  | Doel | Doel       | Doel                                       | Doel        |
| ------------------ | -------------------- | ------------- | ---- | ----- | ------------------- | ----- | ---- | ---------- | ------------------------------------------ | ----------- |
| 1                  | Dominique Baratelli  | 26/12/1947    | 21   | 0     | Paris Saint-Germain | 0     | 0    | 0          | 0                                          | 0           |
| 21                 | Jean Castaneda       | 20/03/1957    | 7    | 0     | AS Saint-Étienne    | 1     | 0    | 0          | 0                                          | 0           |
| 22                 | Jean-Luc Ettori      | 29/07/1955    | 2    | 0     | AS Monaco           | 6     | 0    | 0          | 0                                          | 0           |
| Verdediging        |                      |               |      |       |                     |       |      |            |                                            |             |
| 2                  | Manuel Amoros        | 01/02/1962    | 4    | 0     | AS Monaco           | 5     | 0    | 2          | 0                                          | 0           |
| 3                  | Patrick Battiston    | 12/03/1957    | 19   | 2     | AS Saint-Étienne    | 3     | 0    | 0          | 0                                          | 0           |
| 4                  | Maxime Bossis        | 26/06/1955    | 37   | 0     | FC Nantes           | 6     | 1    | 0          | 0                                          | 0           |
| 5                  | Gérard Janvion       | 21/08/1953    | 32   | 0     | AS Saint-Étienne    | 6     | 0    | 0          | 0                                          | 0           |
| 6                  | Christian Lopez      | 04/10/1955    | 35   | 1     | AS Saint-Étienne    | 4     | 0    | 0          | 0                                          | 0           |
| 7                  | Philippe Mahut       | 04/03/1956    | 4    | 0     | FC Metz             | 1     | 0    | 0          | 0                                          | 0           |
| 8                  | Marius Trésor        | 15/01/1950    | 53   | 3     | Girondins Bordeaux  | 7     | 1    | 0          | 0                                          | 0           |
| Middenveld         |                      |               |      |       |                     |       |      |            |                                            |             |
| 9                  | Bernard Genghini     | 18/01/1958    | 8    | 2     | FC Sochaux          | 5     | 2    | 1          | 0                                          | 0           |
| 10                 | Michel Platini       | 21/06/1955    | 35   | 20    | AS Saint-Étienne    | 5     | 2    | 0          | 0                                          | 0           |
| 11                 | René Girard          | 04/04/1954    | 2    | 0     | Girondins Bordeaux  | 5     | 1    | 0          | 0                                          | 0           |
| 12                 | Alain Giresse        | 02/08/1956    | 14   | 0     | Girondins Bordeaux  | 6     | 3    | 1          | 0                                          | 0           |
| 13                 | Jean-François Larios | 27/08/1956    | 15   | 5     | AS Saint-Étienne    | 2     | 0    | 0          | 0                                          | 0           |
| 14                 | Jean Tigana          | 25/06/1955    | 13   | 0     | Girondins Bordeaux  | 5     | 0    | 1          | 0                                          | 0           |
| Aanval             |                      |               |      |       |                     |       |      |            |                                            |             |
| 15                 | Bruno Bellone        | 14/03/1962    | 5    | 1     | AS Monaco           | 1     | 0    | 0          | 0                                          | 0           |
| 16                 | Alain Couriol        | 24/10/1958    | 7    | 1     | AS Monaco           | 3     | 1    | 0          | 0                                          | 0           |
| 17                 | Bernard Lacombe      | 15/08/1952    | 29   | 11    | Girondins Bordeaux  | 3     | 0    | 0          | 0                                          | 0           |
| 18                 | Dominique Rocheteau  | 14/01/1955    | 24   | 3     | Paris Saint-Germain | 4     | 2    | 0          | 0                                          | 0           |
| 19                 | Didier Six           | 21/08/1955    | 36   | 10    | VfB Stuttgart       | 7     | 2    | 0          | 0                                          | 0           |
| 20                 | Gérard Soler         | 29/05/1954    | 7    | 3     | Girondins Bordeaux  | 6     | 1    | 1          | 0                                          | 0           |
| Bondscoach         |                      |               |      |       |                     |       |      |            |                                            |             |
| Vlag van Frankrijk | Michel Hidalgo       | 22/03/1933    |      |       |                     |       |      |            |                                            |             |

## WK-wedstrijden

### Groep D
|                        |                                                   |           |                  |                                                                                      |
| 16 juni 1982 17:15 uur | Engeland                                          | 3 – 1     | Frankrijk        | Estadio San Mamés, Bilbao Toeschouwers: 44.172 Scheidsrechter: António Garrido (POR) |
| 16 juni 1982 17:15 uur | Bryan Robson 1' Bryan Robson 67' Paul Mariner 83' | (details) | 24' Gérard Soler | Estadio San Mamés, Bilbao Toeschouwers: 44.172 Scheidsrechter: António Garrido (POR) |

|                        |                                                                          |           |                          |                                                                                              |
| 21 juni 1982 17:15 uur | Frankrijk                                                                | 4 – 1     | Koeweit                  | Estadio José Zorrilla, Valladolid Toeschouwers: 30.043 Scheidsrechter: Miroslav Stupar (URS) |
| 21 juni 1982 17:15 uur | Bernard Genghini 31' Michel Platini 43' Didier Six 48' Maxime Bossis 89' | (details) | 75' Abdullah Al-Buloushi | Estadio José Zorrilla, Valladolid Toeschouwers: 30.043 Scheidsrechter: Miroslav Stupar (URS) |

|                        |                |           |                            |                                                                                            |
| 24 juni 1982 17:15 uur | Frankrijk      | 1 – 1     | Tsjecho-Slowakije          | Estadio José Zorrilla, Valladolid Toeschouwers: 28.000 Scheidsrechter: Paolo Casarin (ITA) |
| 24 juni 1982 17:15 uur | Didier Six 66' | (details) | 84' (pen.) Antonín Panenka | Estadio José Zorrilla, Valladolid Toeschouwers: 28.000 Scheidsrechter: Paolo Casarin (ITA) |

### Eindstand
| Land              | Wed | Win | Gel | Ver | DV | DT | +/− | Pnt |
| ----------------- | --- | --- | --- | --- | -- | -- | --- | --- |
| Engeland          | 3   | 3   | 0   | 0   | 6  | 1  | 5   | 6   |
| Frankrijk         | 3   | 1   | 1   | 1   | 6  | 5  | 1   | 3   |
| Tsjecho-Slowakije | 3   | 0   | 2   | 1   | 2  | 4  | –2  | 2   |
| Koeweit           | 3   | 0   | 1   | 2   | 2  | 6  | –4  | 1   |

### Groep 4
|                        |                      |           |            |                                                                                            |
| 28 juni 1982 17:15 uur | Frankrijk            | 1 – 0     | Oostenrijk | Estadio Vicente Calderón, Madrid Toeschouwers: 37.000 Scheidsrechter: Károly Palotai (HUN) |
| 28 juni 1982 17:15 uur | Bernard Genghini 39' | (details) |            | Estadio Vicente Calderón, Madrid Toeschouwers: 37.000 Scheidsrechter: Károly Palotai (HUN) |

|                       |                                                                                     |           |                      |                                                                                           |
| 4 juli 1982 17:15 uur | Frankrijk                                                                           | 4 – 1     | Noord-Ierland        | Estadio Vicente Calderón, Madrid Toeschouwers: 37.000 Scheidsrechter: Alozjy Jarguz (POL) |
| 4 juli 1982 17:15 uur | Alain Giresse 33' Dominique Rocheteau 46' Dominique Rocheteau 68' Alain Giresse 80' | (details) | 75' Gerald Armstrong | Estadio Vicente Calderón, Madrid Toeschouwers: 37.000 Scheidsrechter: Alozjy Jarguz (POL) |

### Eindstand
| Land          | Wed | Win | Gel | Ver | DV | DT | +/− | Pnt |
| ------------- | --- | --- | --- | --- | -- | -- | --- | --- |
| Frankrijk     | 2   | 2   | 0   | 0   | 5  | 1  | 4   | 4   |
| Oostenrijk    | 2   | 0   | 1   | 1   | 2  | 3  | –1  | 1   |
| Noord-Ierland | 2   | 0   | 1   | 1   | 3  | 6  | –3  | 1   |

### Halve finales
|                       |                                                                                                 |              |                                                                                         |                                                                                                  |
| 8 juli 1982 21:00 uur | West-Duitsland                                                                                  | 3 – 3 (n.v.) | Frankrijk                                                                               | Estadio Ramón Sánchez Pizjuán, Sevilla Toeschouwers: 63.000 Scheidsrechter: Charles Corver (NED) |
| 8 juli 1982 21:00 uur | Pierre Littbarski 17' Karl-Heinz Rummenigge 102' Klaus Fischer 108'                             | (details)    | 26' (pen.) Michel Platini 92' Marius Trésor 98' Alain Giresse                           | Estadio Ramón Sánchez Pizjuán, Sevilla Toeschouwers: 63.000 Scheidsrechter: Charles Corver (NED) |
| 8 juli 1982 21:00 uur | Strafschoppen                                                                                   |              |                                                                                         | Estadio Ramón Sánchez Pizjuán, Sevilla Toeschouwers: 63.000 Scheidsrechter: Charles Corver (NED) |
| 8 juli 1982 21:00 uur | Manfred Kaltz Paul Breitner Uli Stielike Pierre Littbarski Karl-Heinz Rummenigge Horst Hrubesch | 5 – 4        | Alain Giresse Manuel Amoros Dominique Rocheteau Didier Six Michel Platini Maxime Bossis | Estadio Ramón Sánchez Pizjuán, Sevilla Toeschouwers: 63.000 Scheidsrechter: Charles Corver (NED) |

### Troostfinale
|                        |                                   |           |                                                               |                                                                                              |
| 10 juli 1982 20:00 uur | Frankrijk                         | 2 – 3     | Polen                                                         | Estadio José Rico Pérez, Alicante Toeschouwers: 28.000 Scheidsrechter: António Garrido (POR) |
| 10 juli 1982 20:00 uur | René Girard 13' Alain Couriol 72' | (details) | 40' Andrzej Szarmach 44' Stefan Majewski 46' Janusz Kupcewicz | Estadio José Rico Pérez, Alicante Toeschouwers: 28.000 Scheidsrechter: António Garrido (POR) |

FFF · A-internationals · Selecties · Bondscoaches · Frans vrouwenelftal · Olympisch elftal · Frankrijk U21 · Frankrijk U20 · Frankrijk U19 · Frankrijk U18 · Frankrijk U17 · Frankrijk U16 · Vrouwen U17
1904 – 1919 ·
1920 – 1929 ·
1930 – 1939 ·
1940 – 1949 ·
1950 – 1959 ·
1960 – 1969 ·
1970 – 1979 ·
1980 – 1989 ·
1990 – 1999 ·
2000 – 2009 ·
2010 – 2019 ·
2020 – 2029
EK's: 1984 · 
1992 · 
1996 · 
2000 · 
2004 · 
2008 · 
2012 · 
2016 · 
2020 · 
2024
WK's: 1930 · 
1934 · 
1938 · 
1954 · 
1958 · 
1966 · 
1978 · 
1982 · 
1986 · 
1998 · 
2002 · 
2006 · 
2010 · 
2014 · 
2018 · 
2022
OS: 1900 · 
1908 · 
1920 · 
1924 · 
1948 · 
1952 · 
1960 · 
1968 · 
1976 · 
1984 · 
1996 · 
2020
1904 · 
1905 · 
1906 · 
1907 · 
1908 · 
1909 · 
1910 · 
1911 · 
1912 · 
1913 · 
1914 · 
1915 · 1916 · 1917 · 1918 · 
1919 · 
1920 · 
1921 · 
1922 · 
1923 · 
1924 · 
1925 · 
1926 · 
1927 · 
1928 · 
1929 · 
1930 · 
1931 · 
1932 · 
1933 · 
1934 · 
1935 · 
1936 · 
1937 · 
1938 · 
1939 · 
1940 · 1941  · 
1942 · 
1943 · 1944  · 
1945 · 
1946 · 
1947 · 
1948 · 
1949 · 
1950 · 
1951 · 
1952 · 
1953 · 
1954 · 
1955 · 
1956 · 
1957 · 
1958 · 
1959 ·
1960 · 
1961 · 
1962 · 
1963 · 
1964 · 
1965 · 
1966 · 
1967 · 
1968 · 
1969 ·
1970 · 
1971 · 
1972 · 
1973 · 
1974 · 
1975 · 
1976 · 
1977 · 
1978 · 
1979 ·
1980 · 
1981 · 
1982 · 
1983 · 
1984 · 
1985 · 
1986 · 
1987 · 
1988 · 
1989 · 
1990 · 
1991 · 
1992 · 
1993 · 
1994 · 
1995 · 
1996 · 
1997 · 
1998 · 
1999 · 
2000 · 
2001 · 
2002 · 
2003 · 
2004 · 
2005 · 
2006 · 
2007 · 
2008 · 
2009 · 
2010 · 
2011 · 
2012 · 
2013 · 
2014 · 
2015 · 
2016 · 
2017 · 
2018 ·
2019 ·
2020 ·
2021 ·
2022 ·
2023
Albanië ·
Algerije ·
Andorra ·
Argentinië ·
Armenië ·
Australië ·
Azerbeidzjan ·
België ·
Bolivia ·
Bosnië en Herzegovina ·
Brazilië ·
Bulgarije ·
Canada ·
Chili ·
China ·
Colombia ·
Costa Rica ·
Cyprus ·
Denemarken ·
Duitse Democratische Republiek ·
Duitsland ·
Ecuador ·
Egypte ·
Engeland ·
Estland ·
Faeröer ·
Finland ·
Georgië ·
Gibraltar ·
Griekenland ·
Honduras ·
Hongarije ·
Ierland ·
IJsland ·
Iran ·
Israël ·
Italië ·
Ivoorkust ·
Jamaica ·
Japan ·
Joegoslavië ·
Kameroen ·
Kazachstan ·
Koeweit ·
Kroatië ·
Letland ·
Litouwen ·
Luxemburg ·
Malta ·
Marokko ·
Mexico ·
Moldavië ·
Nederland ·
Nieuw-Zeeland ·
Nigeria ·
Noord-Ierland ·
Noorwegen ·
Oekraïne ·
Oostenrijk ·
Paraguay ·
Peru · 
Polen ·
Portugal ·
Roemenië ·
Rusland ·
Saoedi-Arabië ·
Schotland ·
Senegal ·
Servië ·
Slovenië ·
Slowakije ·
Sovjet-Unie ·
Spanje ·
Togo ·
Tsjechië ·
Tsjecho-Slowakije ·
Tunesië ·
Turkije ·
Uruguay ·
Verenigde Staten ·
Wales ·
Wit-Rusland ·
Zuid-Afrika ·
Zuid-Korea ·
Zweden ·
Zwitserland
Albanië (2016) ·
Argentinië (2018) ·
Argentinië (2022) ·
Australië (2018) · 
België (1904) · 
België (2018) · 
Brazilië (1998) · 
Brazilië (2006) · 
Denemarken (2002) · 
Denemarken (2018) ·
Duitsland (2014) · 
Duitsland (2021) · 
Ecuador (2014) · 
Engeland (1982) · 
Engeland (2012) · 
Engeland (2022) ·
Honduras (2014) · 
Hongarije (2021) · 
Italië (2000) · 
Italië (2006) · 
Italië (2008) · 
Japan (2001) · 
Kameroen (2003) · 
Koeweit (1982) · 
Kroatië (2018) · 
Marokko (2022) ·
Mexico (2010) · 
Nederland (2008) · 
Nigeria (2014) ·
Noord-Ierland (1982) · 
Oekraïne (2012) · 
Oostenrijk (1982) · 
Peru (2018) · 
Polen (1982) · 
Polen (2022) ·
Portugal (2006) · 
Portugal (2016) ·
Portugal (2021) ·
Roemenië (2008) ·
Roemenië (2016) ·
Senegal (2002) · 
Spanje (1984) ·
Spanje (2006) ·
Spanje (2012) ·
Spanje (2021) ·
Togo (2006) ·
Tsjecho-Slowakije (1982) ·
Uruguay (2002) ·
Uruguay (2010) ·
Uruguay (2018) ·
Zuid-Afrika (2010) ·
Zuid-Korea (2006) ·
Zweden (2012) ·
Zwitserland (2006) ·
Zwitserland (2014) ·
Zwitserland (2016) ·
Zwitserland (2021)